# Triana (Alenquer)
Triana foi uma freguesia portuguesa do município de Alenquer, com 34,01 km² de área e 4 134 habitantes (2011). Densidade: 121,6 hab/km². Era uma das duas freguesias (a par de Santo Estêvão) que constituíam a vila de Alenquer.
Foi extinta (agregada) em 2013, no âmbito de uma reforma administrativa nacional, tendo sido agregada à freguesia de Santo Estêvão, para formar uma nova freguesia denominada União das Freguesias de Alenquer (Santo Estêvão e Triana) com sede en Santo Estêvão.

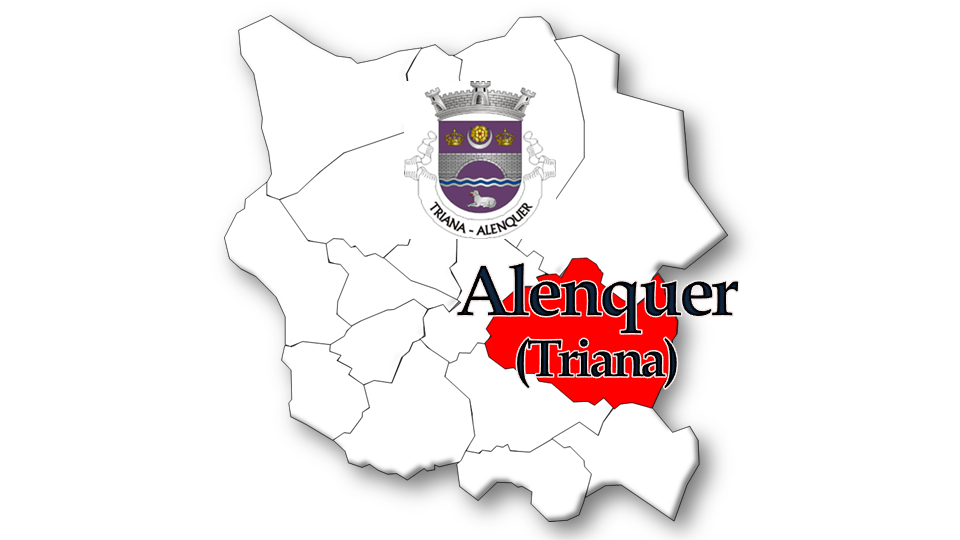
Localização da antiga Freguesia de Alenquer (Triana) no Município de Alenquer

## População
★ Em 1984 foram desanexados lugares para criar a freguesia do Carregado
Grupos etários em 2001 e 2011						
| Nº de habitantes | Nº de habitantes | Nº de habitantes | Nº de habitantes | Nº de habitantes | Nº de habitantes | Nº de habitantes | Nº de habitantes | Nº de habitantes | Nº de habitantes | Nº de habitantes | Nº de habitantes | Nº de habitantes | Nº de habitantes | Nº de habitantes | Nº de habitantes |
| ---------------- | ---------------- | ---------------- | ---------------- | ---------------- | ---------------- | ---------------- | ---------------- | ---------------- | ---------------- | ---------------- | ---------------- | ---------------- | ---------------- | ---------------- | ---------------- |
| Censo            | 1864             | 1878             | 1890             | 1900             | 1911             | 1920             | 1930             | 1940             | 1950             | 1960             | 1970             | 1981             | 1991             | 2001             | 2011             |
| Habit            | 2 063            | 2 228            | 2 866            | 3 019            | 2 837            | 3 022            | 3 247            | 3 112            | 3 483            | 3 647            | 3 397            | 3 593            | 2 819            | 3 532            | 4 134            |
| Varº             |                  | +8%              | +29%             | +5%              | -6%              | +7%              | +7%              | -4%              | +12%             | +5%              | -7%              | +6%              | -22%             | +25%             | +17%             |

|     | 0-14 anos  | 15-24 anos | 25-64 anos     | 65 e + anos |
| Hab | 578 \| 726 | 439 \| 415 | 1 986 \| 2 333 | 529 \| 660  |
| Var | +26%       | -5%        | +17%           | +25%        |

## Património
- Igreja Matriz de Alenquer ou Igreja de Nossa Senhora da Assunção de Triana
- Conjunto de edifícios e instalações da antiga Fábrica Nova da Romeira
- Marco de cruzamento no Casal Alvarinho
- Marco de légua no sítio denominado Casal do Canha

Património Arquitectónico Não Classificado
- Capela de Santo António
- Palácio dos Lobos
- Convento de São Julião/Quinta de São Paulo
- Quinta da Bemposta
- Quinta do Porto
- Quinta do Roberto ou do Fiandal
- Quinta de Santo António
- Quinta do Barreiro
- Moinho da Forca (ruínas)

Aqui encontram-se, entre muitas localidades, as de: Albarróis e Cheganças.

## Curiosidades Históricas
- O primeiro casamento realizado nesta freguesia (de que há registo, atualmente), foi realizado a 8 de Janeiro de 1666, e é referente a André Dias com Isabel Rodrigues.